# Triune Brain
Triune Brain (englisch; deutsch dreieiniges Gehirn) ist die Bezeichnung für ein in den 1950–60er Jahren von dem US-amerikanischen Hirnforscher Paul D. MacLean (1913–2007) entwickeltes und ab 1970 mehrfach unter diesem Namen veröffentlichtes Konzept. Es konstruiert evolutionäre Abläufe, die sich scheinbar in den Funktionen und Strukturen des menschlichen Gehirns widerspiegeln. MacLean teilte in diesem Modell das Gehirn in drei Bereiche auf: das „protoreptilische“ Reptiliengehirn, das „paläomammalische“ Altsäugergehirn und das „neomammalische“ Neusäugergehirn.

## Das dreieinige Gehirn
MacLeans evolutionsbiologisches (phylogenetisches) Konzept ist ein Versuch, das menschliche Gehirn nach verschiedenen Entwicklungsstufen in Anatomie und Funktion schematisch aufzuteilen. MacLean griff dabei Ideen von James W. Papez auf und ergänzte sie.

### Das protoreptilische Gehirn
Die Komponenten des protoreptilischen Gehirns sind der Hirnstamm und das Zwischenhirn. Die Bezeichnung ist abgeleitet von altgrch. protreptein = hinwenden, hin- oder hineintreiben, ermahnen. Gemeint ist die Weiterleitung der Gefühls-Reize zur Hirnrinde, vgl. etwa → Cannon-Bard-Theorie. Das protoreptilische Gehirn ist die „niedrigste“ und stammesgeschichtlich älteste Form des Gehirns. Es steuert angeborene Instinkte, besitzt nur bedingte Lernfähigkeit und ermöglicht noch kein Sozialverhalten.

### Das paläomammalische Gehirn

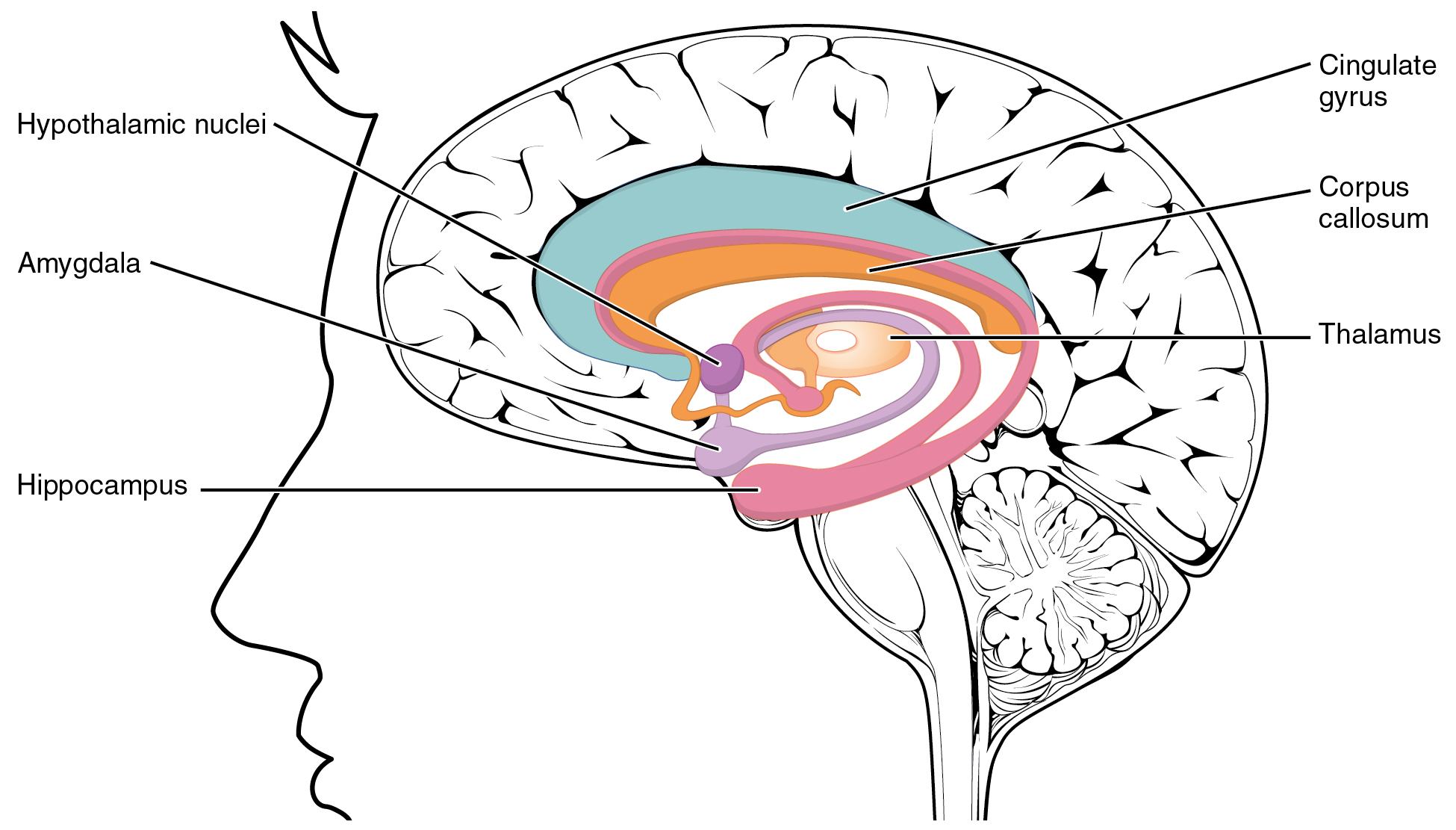
Einige der größeren Regionen des limbischen Systems nach üblicher Zuordnung. Es entspricht dem paläomammalischen Gehirn im Konzept von MacLean. Dieser ordnete jedoch in seinem Triune-Modell die Regionen Thalamus und Hypothalamus dem protoreptilischen Gehirn zu.

Die Komponenten des paläomammalischen Gehirns sind eine Sammlung verschiedener Strukturen, für die MacLean 1952 den Begriff limbisches System prägte. Es enthalte vor allem Informationen aus dem Körperinneren. Deswegen wurde es von MacLean auch als „viszerales“ Gehirn bezeichnet. Es sei der erste „Versuch“ der Natur, ein individuelles Bewusstsein zu entwickeln. Im paläomammalischen Gehirn würden Gedächtnisinhalte gebildet und affektiv und emotional gefärbt. Es steuere außerdem das Triebgeschehen.

### Das neomammalische Gehirn
Die Komponenten des neomammalischen Gehirns sind die Strukturen des Neocortex. Es arbeite weitgehend ungeachtet der inneren (endogenen) Signale des Körpers und der stammesgeschichtlich älteren Gehirnbereiche. Es bilde kognitive und logische Konzepte und Strategien und modifiziere die Affekte und Impulse des paläomammalischen Gehirns.

## Aufnahme innerhalb der Wissenschaft
Das Konzept wurde heftig kritisiert und überwiegend abgelehnt. Die Annahmen über die Evolution der Gehirnanatomie der verschiedenen Klassen der Wirbeltiere seien fehlerhaft und in ihrem Ergebnis nicht haltbar. Die funktionelle Aufteilung der Gehirnanatomie sei unzulässig vereinfacht. Zum Beispiel zeige die Datenlage, dass auch die frühesten Säugetiere (Mammalia) bereits einen Neocortex entwickelt hätten und dass Vögel und Reptilien dem Neocortex ähnliche Gehirnregionen hätten. Dem entspreche, dass auch die kognitiven Leistungen mancher Vögel, etwa in Sprache oder Werkzeugherstellung, nicht geringer seien als bei Menschenaffen.
Es gibt jedoch auch Hirnforscher, wie etwa Jaak Panksepp, die MacLeans Konzept gewürdigt haben, da es originell sei und interessante Fragen und Denkanstöße aufgeworfen habe.

## Aufnahme außerhalb der Wissenschaft
Da das Konzept ein relativ einfaches Modell zum vieldiskutierten Gegensatz von Verstand und Gefühl bietet, wurde es von mehreren bekannten Schriftstellern aufgegriffen und populär gemacht. Beispiele sind Carl Sagans Buch The Dragons of Eden (1977; deutsch: Die Drachen von Eden, 1978) oder Arthur Koestlers Buch The Ghost in the Machine (1967; deutsch: Das Gespenst in der Maschine, 1968).